# Rexhep Mejdani
 (mai 2019).
Si vous disposez d'ouvrages ou d'articles de référence ou si vous connaissez des sites web de qualité traitant du thème abordé ici, merci de compléter l'article en donnant les références utiles à sa vérifiabilité et en les liant à la section « Notes et références ».
Rexhep Kemal Meidani, né le 17 août 1944 à Elbasan en Albanie, est un homme politique albanais. Il est président de la république d'Albanie entre 1997 et 2002.

## Biographie
Il est diplômé en physique de la faculté des sciences naturelles de l'université de Tirana (1966), et aussi de l'université de Caen (1974).
Rexhep Mejdani travaille comme professeur à la faculté des sciences naturelles de l'université de Tirana puis comme doyen. Pendant cette période, Rexhep Mejdani, publie un certain nombre d'études, de livres et d'articles à l'intérieur et comme à l'extérieur de l'Albanie et obtient son doctorat. 
Sa carrière politique débute dans les années 1990. Il siège à la Commission centrale d'élection pour les premières élections multi-partites en 1991 et est membre du conseil présidentiel (1991). De 1992 à 1996, il est engagé dans la société civile en siégeant également au Centre albanais des droits de l'homme (1994-1996). En 1996, il rejoint le Parti socialiste et en est élu secrétaire général (1996-1997).
En juin 1997, Rexhep Mejdani est élu à l'Assemblée d'Albanie. Après les élections, gagnées par la coalition de gauche et dirigées par le Parti socialiste, et sur la proposition de ce dernier, l'Assemblée d'Albanie élit Rexhep Meidani président de la République, le 24 juillet 1997.
Alfred Moisiu succède à Rexhep Mejdani à la présidence en 2002.